# Ceromya fergusoni
Ceromya fergusoni är en tvåvingeart som först beskrevs av Mario Bezzi 1923.  Ceromya fergusoni ingår i släktet Ceromya och familjen parasitflugor. Inga underarter finns listade i Catalogue of Life.